# Madoka Yonezawa
Madoka Yonezawa (米澤 円, Yonezawa Madoka), née le 30 août 1982 à Osaka, est une seiyū et chanteuse japonaise.

## Biographie

### Carrière
Elle travaille pour la société de doublage 81 Produce.
Elle interprète le générique de Tokurei Sochi Dantai Sutera Jo-Gakuin Kōtō-ka Shīkyūbu et d'Aokana: Four Rhythm Across the Blue.

### Vie privée
Elle donne naissance à son premier enfant le 30 août 2017.

## Doublage

### Anime
- 2009 : K-ON! : Ui Hirasawa
- 2012 : Another : Izumi Akazawa
- 2012 : Girls und Panzer : Flint / Tamaki Tamada
- 2015 : Girls und Panzer der Film : Tamaki Tamada
- 2017 : In Another World with My Smartphone : Cécile
- 2019 : Lord El-Melloi II-sei no jiken-bo : Olga-Marie Arsimilat Animusphere

### Jeux vidéos
- 2003 : Routes : Nasu no Kojirō
- 2007 : White Album : Setsuna
- 2007 : Umineko no naku koro ni : Léviathan
- 2014 : Aokana: Four Rhythm Across the Blue : Rika Ichinose
- 2015 : Fate/Grand Order : Olga-Marie Arsimilat Animusphere